# Niall Andrews
Niall Andrews (n. 19 august 1937, Baile Átha Cliath, Statul Liber Irlandez – d. 16 octombrie 2006, Dublin, Irlanda) a fost un om politic irlandez, membru al Parlamentului European în perioada 1999-2004 din partea Irlandei. 
1. ↑  Niall Dermott Andrews, Dictionary of Irish Biography
2. ↑   http://www.rte.ie/news/2006/1017/andrewsn.html Lipsește sau este vid: |title= (ajutor)
3. 1 2   http://www.assembly.coe.int/nw/xml/AssemblyList/MP-Details-EN.asp?MemberID=2211 Lipsește sau este vid: |title= (ajutor)
4. 1 2 3 4   https://www.oireachtas.ie/en/members/member/Niall-Andrews.D.1977-07-05 Lipsește sau este vid: |title= (ajutor)